# Сава (Шпаковський)
Єпископ Сава (Симеон Шпаковський; * до 1690 — † 29 липня 1749, Коломна)  — український релігійний діяч доби Гетьманщини. Єпископ Архангелогородський і Холмогорський (1739-1740); єпископ Коломенський і Каширський (1740-1749) безпатріаршої РПЦ.

## Життєпис
1720  — призначений намісником в Борисоглібський православний монастир, що в місті Чернігів.
З 1722 — архімандрит Ніжинського Благовіщенського (Назарет-Богородичного) монастиря Чернігівської єпархії РПЦ (синодальної).
1 (12) жовтня 1727 року брав участь в церковній службі, що проходила в Глухові у Миколаївській церкві на Раді з обрання  гетьманом Данила Апостола.

### Еміграція до Московії
У грудні 1729 емігрував до Московії, перебував у столиці цієї держави. Через потужне українське лобі 18 лютого 1739 хіротонізований на єпископа Архангельського і Холмогорського РПЦ (синодальної), але вже 30 червня 1740 переведений на Коломенському кафедру під самою Москвою. Імовірно, Шпаковський так швидко залишив єпархію через активний опір місцевого населення та духовенства українським архіпастирям, які насаджували школи та європейський спосіб життя. Його наступником став справжній московський націоналіст та відкритий українофоб Варсонофій, колишній архімандрит Соловецького монастиря. 
Помер 29 липня 1749. Похований в Коломенському соборі.